# مورگنشترن ۹۷۶۴
سیارک ۹۷۶۴ (به انگلیسی: 9764 Morgenstern، نامگذاری:1991UE5) نه هزار و هفتصد و شصت و چهارمین سیارک کشف شده‌است که در ۳۰ اکتبر ۱۹۹۱ کشف شد.
قدر مطلق سیارک برابر ۱۴٫۵۰ است.